# Dendrobium lindleyi
Dendrobium lindleyi är en orkidéart som beskrevs av Ernst Gottlieb von Steudel. Dendrobium lindleyi ingår i släktet Dendrobium, och familjen orkidéer. Inga underarter finns listade i Catalogue of Life.

## Bildgalleri

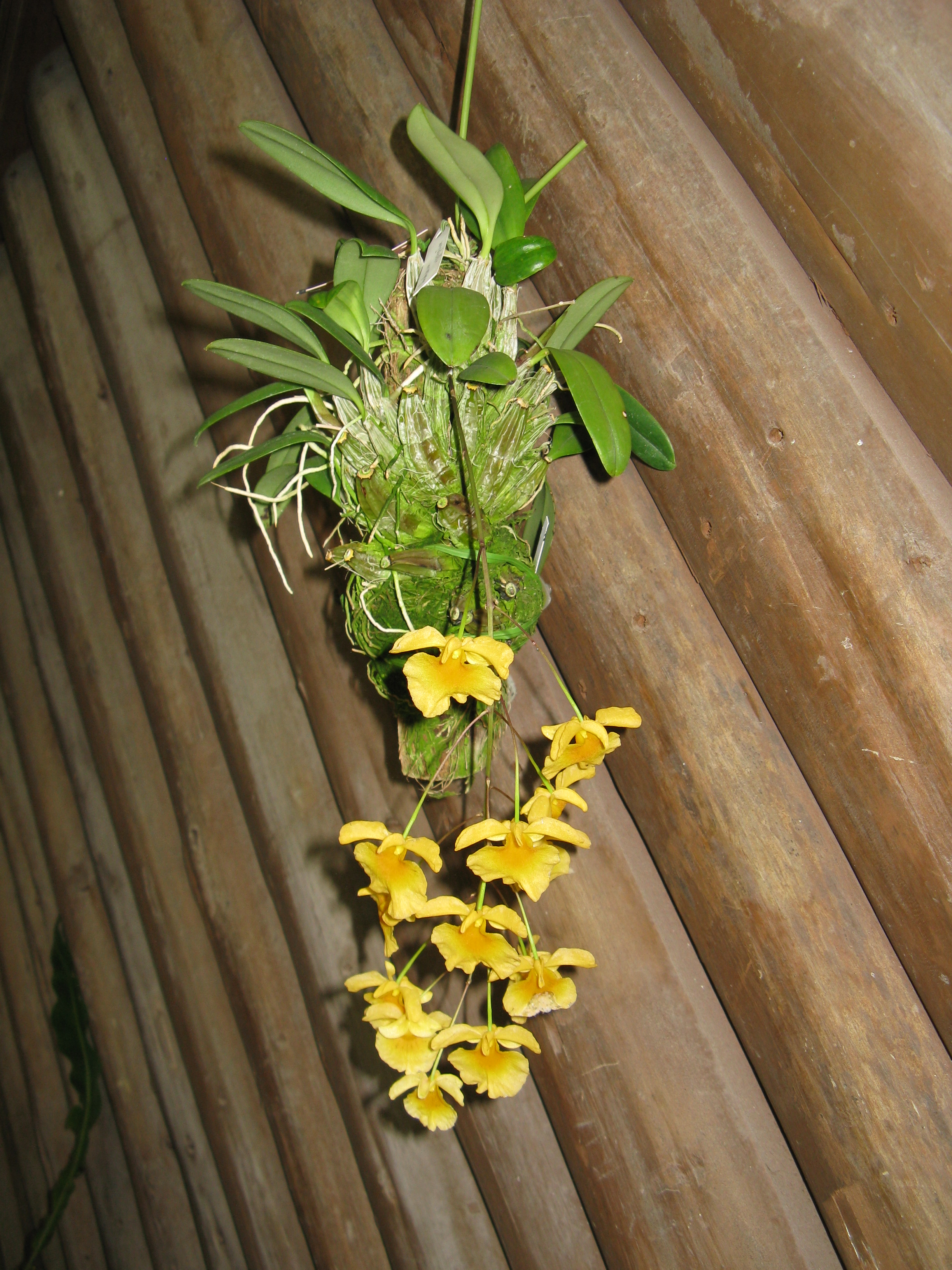
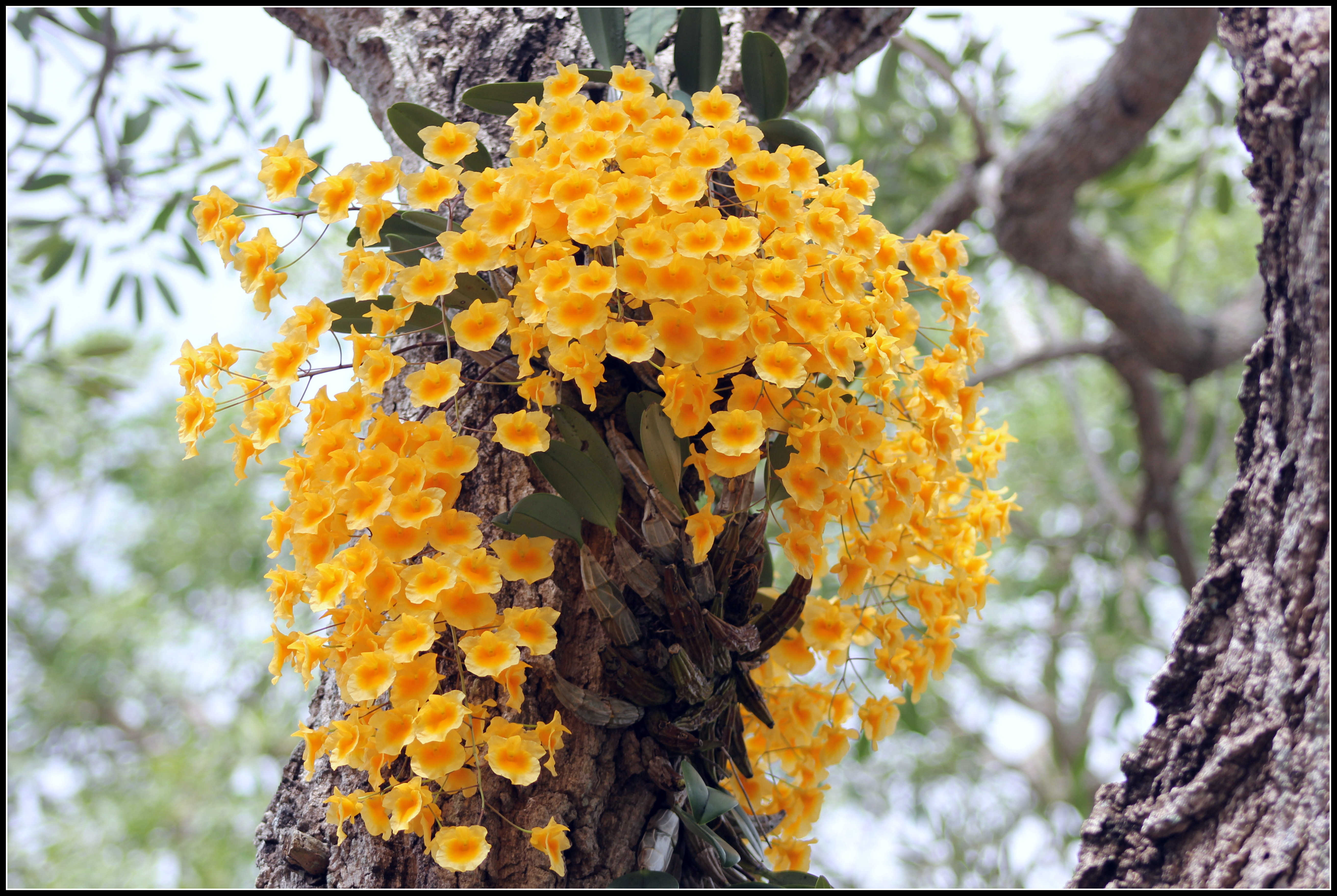
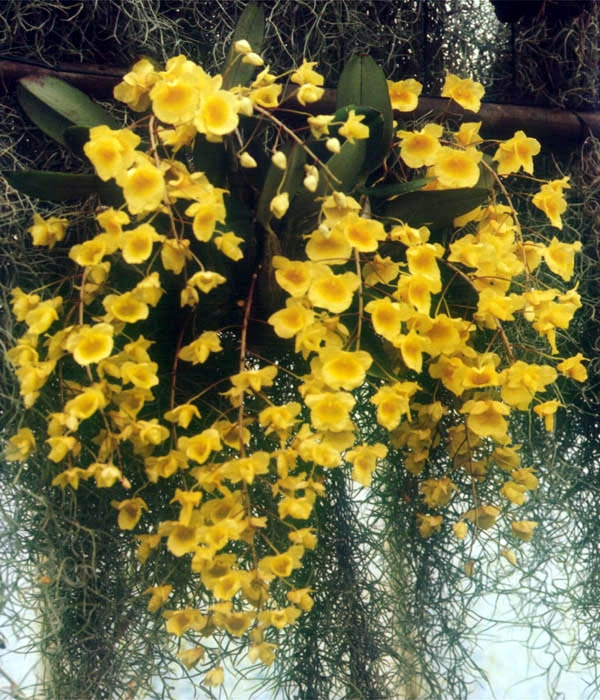
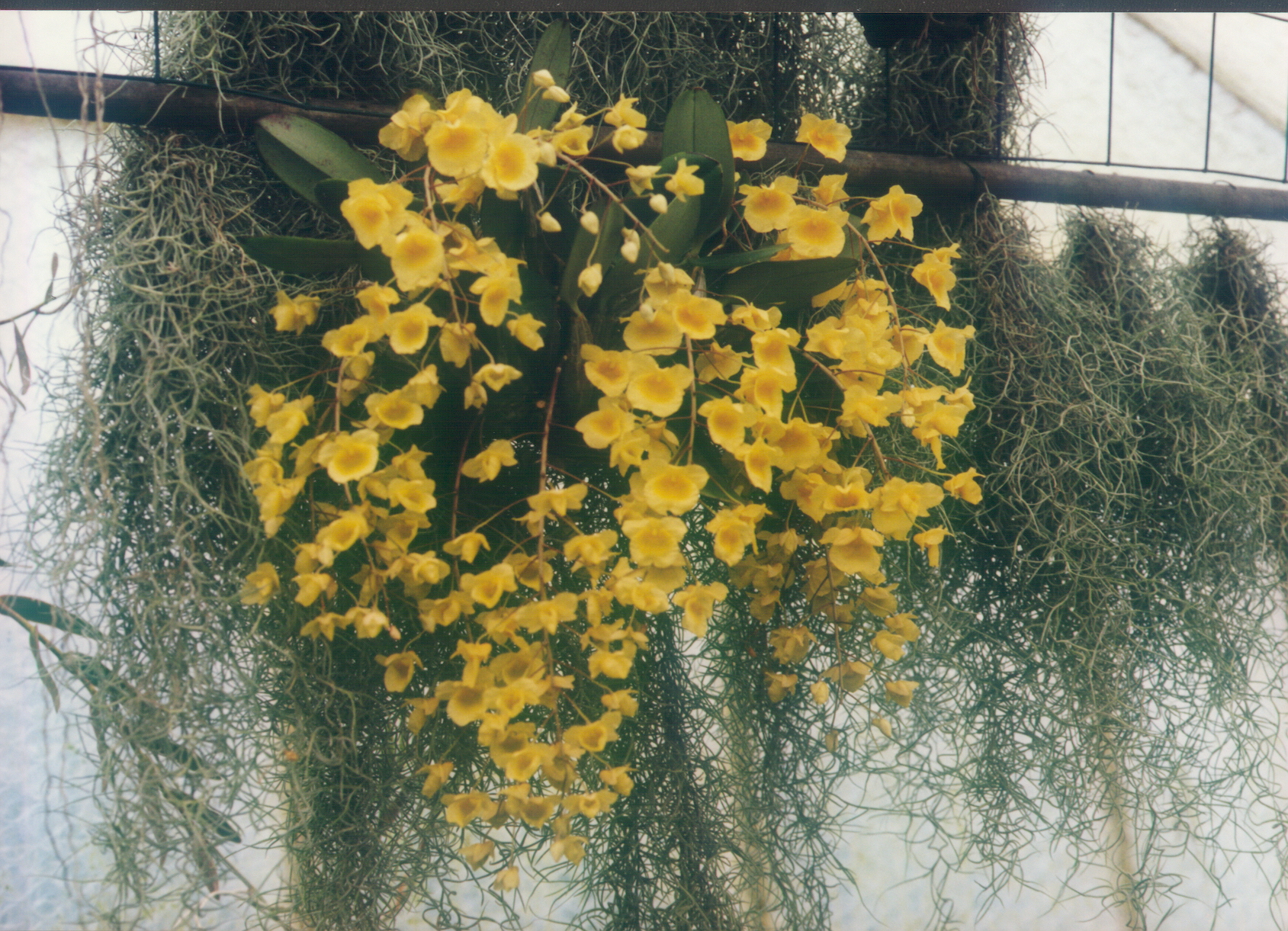
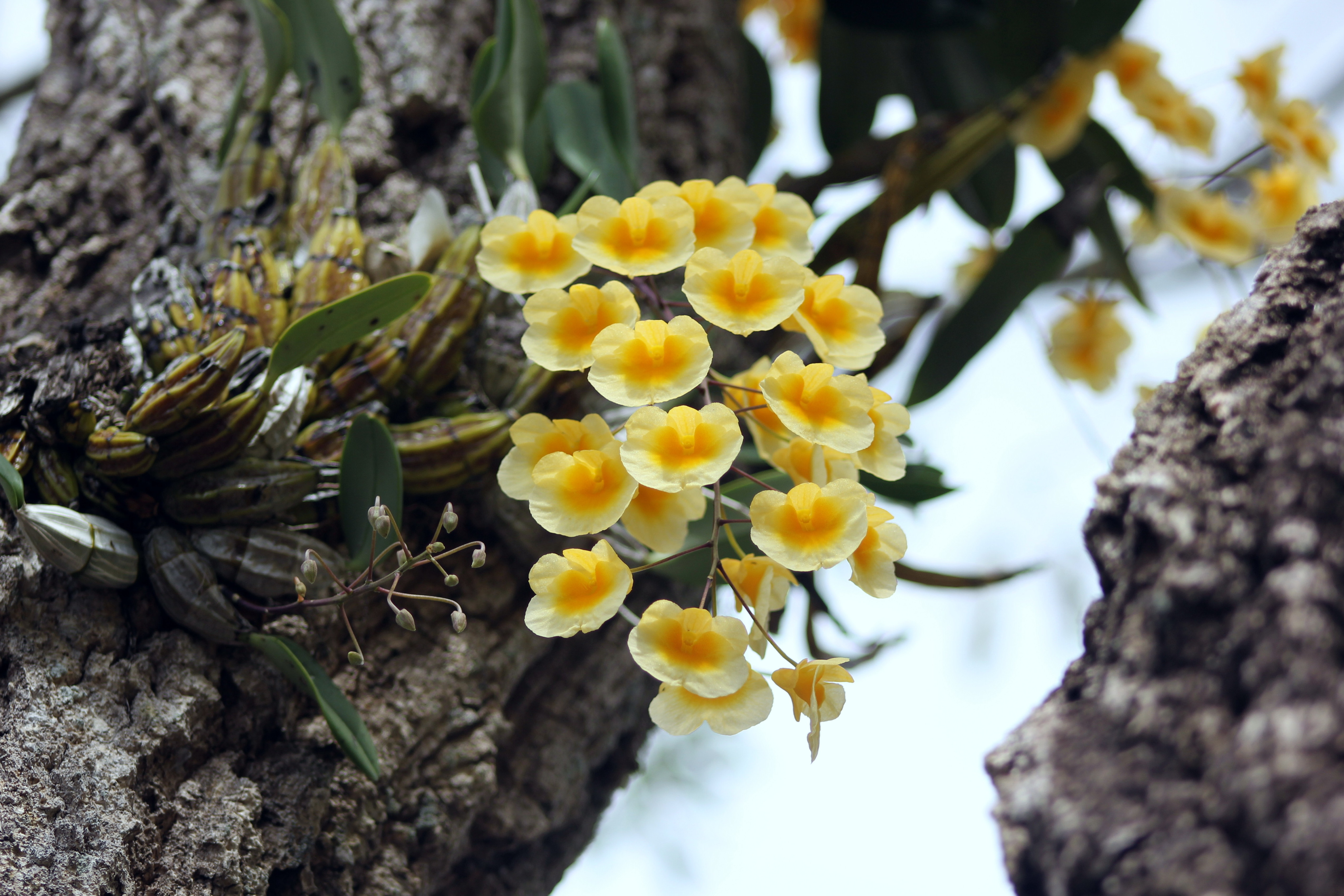
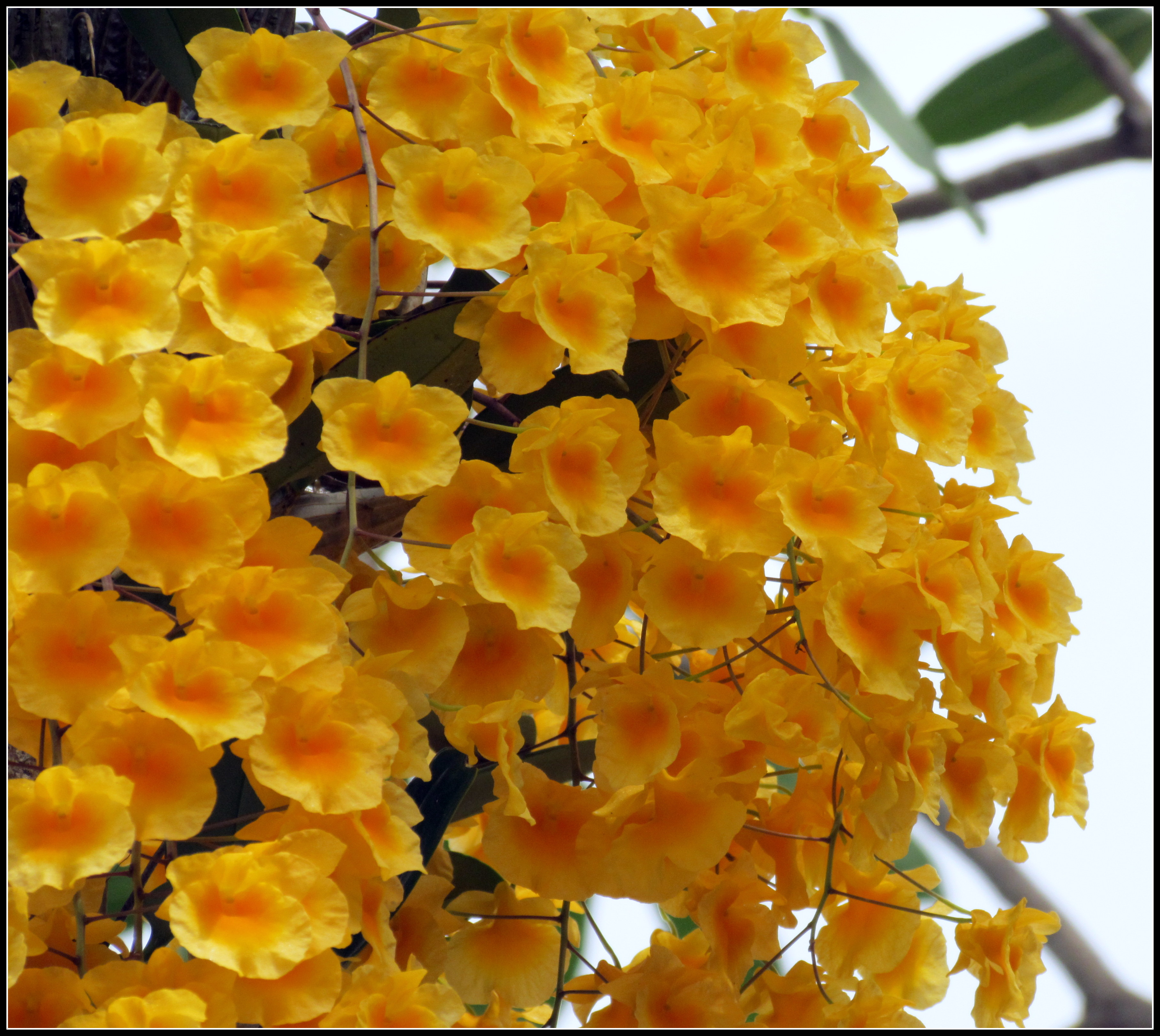